# دولهسکه
شهر دولهسکه (به رومانیایی: Dolhasca) در شهرستان سوچاوا در کشور رومانی واقع شده‌است. جمعیت این شهر ۱۱٬۰۰۹ نفر  است.